# Guida astrologica per cuori infranti
Guida astrologica per cuori infranti è una serie televisiva italiana, diretta da Bindu De Stoppani e Michela Andreozzi, tratta dall'omonimo romanzo di Silvia Zucca e distribuita da Netflix il 27 ottobre 2021 (prima stagione) e l'8 marzo 2022 (seconda stagione).
Dopo due stagioni, la serie si è interrotta nel 2022.

## Trama
Poco più che trentenne e single (non per scelta), Alice lavora come assistente di produzione in un piccolo network televisivo, con ben poche possibilità di carriera, sebbene spesso lei sia la persona più competente nella stanza. Come se non bastasse, il suo ex ragazzo Carlo sta per sposarsi e diventare padre. A questo si aggiunge l’arrivo di Davide, il nuovo affascinante e misterioso direttore creativo, assunto con il severo compito di verificare la produttività del team. La vita di Alice però sta per cambiare completamente grazie all’incontro con Tio, un attore della soap opera di punta del network e sedicente guru dell’astrologia, destinato a diventare presto la sua personale Guida astrologica per cuori infranti.

## Personaggi principali
- Alice Bassi (stagioni 1-2), interpretata da Claudia Gusmano. Narratrice e protagonista della storia, racconta le avventure che vive nel suo lavoro e nella sua vita personale e amorosa come Bilancia. Rimane bloccata nella sua vecchia relazione con Carlo e cerca disperatamente l'amore. Una volta non credeva nell'astrologia ma si affida alle stelle dopo il suo incontro con Tio. Ha lavorato come assistente di produzione nella società di produzione Dora TV per dieci anni.
- Tiziano (Tio) Falcetti (stagioni 1-2), interpretato da Lorenzo Adorni. Guru delle stelle e guida di Alice nella sua ricerca dell'anima gemella. Tio attore ed esperto di astrologia è il consigliere di Alice sulla sua compatibilità amorosa con altri segni.
- Davide Sardi (stagioni 1-2), interpretato da Michele Rosiello. Nuovo direttore artistico di Dora TV, aiuta il team artistico nella ricerca di un nuovo spettacolo. Lui e Alice hanno diversi incontri e scontri al lavoro. Davide apprezza Alice come professionista e come donna, ma non vuole rivelare il suo segno zodiacale.
- Carlo Barresi: Carlo è l'ex fidanzato di Alice con cui ha avuto una relazione durata 5 anni. Continua a mantenere un rapporto amichevole con lei nonostante il suo recente fidanzamento con Cristina, una collega di lavoro e da cui sta per avere un figlio. Lavora come direttore di scena in produzioni di spettacoli con un collega di nome Olmo.
- Paola Costa: la migliore amica di Alice, è stata la sua confidente sin dalla rottura con Carlo. Ha un figlio, Sandro, con suo marito di nome Giovanni.
- Cristina Chioatto: Cristina è la fidanzata di Carlo e l'assistente del direttore di produzione. Aspetta un figlio da Carlo, ma dubita della sua fedeltà dopo che lui inizia a prendere le distanze da lei mentre esce segretamente con un'altra donna.
- Enrico Crippa: È il direttore di produzione e ha insegnato ad Alice il lavoro di assistente di produzione, fino a quando Alice ha creato il suo show (il sostituto). Ha lasciato Dora TV a causa di vari problemi personali.
- Marlin De Rose: Ex presentatrice del programma televisivo Dora è stata la presentatrice principale della casa di produzione per quindici anni. Condivide la presentazione del nuovo spettacolo con Tio, il maestro delle stelle.
- Giordano Bodrato: Direttore di Dora TV, ha annunciato l'arrivo di Davide come nuovo direttore artistico di Dora TV.

## Episodi
| Stagione         | Episodi | Pubblicazione Italia |
| ---------------- | ------- | -------------------- |
| Prima stagione   | 6       | 2021                 |
| Seconda stagione | 6       | 2022                 |

### Prima Stagione
La prima stagione è stata rilasciata il 27 Ottobre 2021
| N. episodio | N. episodio nella stagione | Titolo  | Durata |
| ----------- | -------------------------- | ------- | ------ |
| 1           | 1                          | Ariete  | 36 min |
| 2           | 2                          | Toro    | 37 min |
| 3           | 3                          | Gemelli | 30 min |
| 4           | 4                          | Cancro  | 38 min |
| 5           | 5                          | Leone   | 33 min |
| 6           | 6                          | Vergine | 33 min |

### Seconda stagione
La seconda stagione è stata rilasciata il giorno 8 Marzo 2022
| N. episodio | N. episodio nella stagione | Titolo     | Durata |
| ----------- | -------------------------- | ---------- | ------ |
| 7           | 1                          | Bilancia   | 30 min |
| 8           | 2                          | Scorpione  | 34 min |
| 9           | 3                          | Sagittario | 31 min |
| 10          | 4                          | Capricorno | 34 min |
| 11          | 5                          | Acquario   | 33 min |
| 12          | 6                          | Pesci      | 37 min |

## Produzione
La prima stagione della serie è stata girata interamente a Torino, con location che comprendono gli Arca Studios e il Museo Nazionale del Cinema. Le riprese principali sono iniziate nel febbraio 2021.
La seconda stagione è stata girata a Parigi e a Torino.